# گورهای توده سنگی احمد خان سویزه
گورهای توده سنگی احمد خان سویزه مربوط به دوره ساسانیان است و در شهرستان فراشبند، بخش دهرم، دهستان دهرم، کیلومتری ۶ جاده روستای دهرم به طرف احمدآباد واقع شده و این اثر در تاریخ ۱۵ دی ۱۳۸۷ با شمارهٔ ثبت ۲۴۱۷۴ به‌عنوان یکی از آثار ملی ایران به ثبت رسیده‌است.